# Campionato azero di calcio a 5 2005-2006
Il Campionato azero di calcio a 5 2005-2006 è stata la dodicesima edizione del massimo campionato di calcio a 5 dell'Azerbaigian, giocato nella stagione 2005/2006 con la formula del girone unico, e che ha visto la vittoria finale del Araz Naxçivan, al suo secondo titolo di Azerbaigian.

## Classifica finale
| Pos | Squadra       | Pti | G  | V  | N | P  | GF  | GS  |
| --- | ------------- | --- | -- | -- | - | -- | --- | --- |
| 1   | Araz Naxçivan | 60  | 22 | 20 | 0 | 2  | 145 | 59  |
| 2   | Azfen Baku    | 45  | 21 | 14 | 3 | 4  | 98  | 58  |
| 3   | Azfarma Baku  | 37  | 21 | 11 | 4 | 6  | 95  | 57  |
| 4   | Batabat Baku  | 24  | 21 | 7  | 3 | 11 | 74  | 74  |
| 5   | Olimpik Baku  | 22  | 20 | 7  | 1 | 12 | 64  | 97  |
| 6   | Hamilton Baku | 11  | 12 | 3  | 2 | 7  | 41  | 58  |
| 7   | Sharur Baku   | 1   | 21 | 0  | 1 | 20 | 34  | 148 |